# 曹錕
曹 錕（そう こん）は清末民初の軍人、政治家。北洋軍閥直隷派の指導者の1人。第5代中華民国大総統。陸軍上将。字は仲珊。

## 事績

### 袁世凱の子飼い
天津の貧しい家に生まれ、最初は布を売って生活していた。しかし20歳で淮軍で兵士となり、1890年（光緒16年）に天津武備学堂（北洋武備学堂）を卒業している。1894年（光緒20年）の日清戦争に従軍し鴨緑江方面で戦った。戦後は袁世凱の下で天津の新軍訓練に従事し、1902年（光緒28年）に袁が直隷総督に昇進すると、曹錕は右翼歩兵第11営管帯に任ぜられている。翌1903年（光緒29年）に京旗常備軍が成立すると、北洋陸軍第1鎮第1協統領に抜擢された。1906年（光緒32年）に第1混成協統領となり、翌1907年（光緒33年）には第3鎮統制に起用されている。
同年、東三省総督徐世昌に随従する形で曹錕率いる第3鎮は長春に移駐し、曹は総兵となる。1911年（宣統3年）4月、副都統銜を授与され、7月には提督に昇進した。まもなく辛亥革命が勃発すると、曹は第3鎮を率いて直隷省の娘子関に急行し、革命派を撃破している。翌1912年（民国元年）2月、袁世凱が革命派と和解して臨時大総統となることに同意、曹の第3鎮は袁によって第3師と改められる。曹は第3師を率いて南苑に急行、北京を掌握した。

### 段祺瑞との協調から対立へ
1914年（民国3年）4月、曹錕は長江上遊警備司令に任命され、湖南省の岳州に移駐した。翌1915年（民国4年）に袁世凱が皇帝即位を図ると、同年9月に曹はいち早く上書して支持を表明し、翌月には「虎威将軍」に任命される。同年12月に蔡鍔らが反袁の護国戦争を起こしたため、翌1916年（民国5年）1月、袁の命を受けた曹は張敬尭・呉佩孚・馮玉祥らを率い四川省で護国軍を迎撃した。ところが護国軍の健闘と世論の反発もあって、5月に袁は皇帝即位の撤回に追い込まれ、6月には病死してしまう。これを受けて曹らも四川から撤退を余儀なくされた。
黎元洪が後任の大総統となった直後の同年9月、曹錕は直隷督軍に任命され、保定に駐留した。黎元洪と国務総理段祺瑞との政争（府院の争い）が勃発すると、曹は両者と一定の関係を保持しつつ中立を維持している。段の国務総理罷免を受け、1917年（民国6年）6月には段派の督軍たちと共に一時「独立」も宣言したが、実際には黎とも裏で連絡を取り合った。張勲復辟では段を支持し、張勲討伐に従事している。
張勲復辟の鎮圧後、失脚した黎元洪の後任として馮国璋が大総統代理に就任、段祺瑞は国務総理に返り咲いた。しかし護法運動を展開する南方政府への対処をめぐり、「武力統一」を唱える段と「和平統一」を唱える馮とで意見が相違し、段の安徽派と馮の直隷派との対立に発展した。曹錕は当初段に接近していたが、後に馮支持に転じ、11月18日には直隷派の長江三督と共に和平統一の主張を電報で発した。
ところが12月になると、段祺瑞の腹心である徐樹錚の調略を受け、曹錕は突然段支持に転じた。これにより直隷派の足並みは乱れ、段祺瑞が主張する武力統一路線が進捗することになる。同月中に曹は南征軍第1路総司令兼両湖宣撫使に任命され、翌1918年（民国7年）2月には漢口に移駐、呉佩孚・馮玉祥・張敬尭らを指揮して南方政府軍を討伐した。呉や馮の活躍で曹は優勢に戦いを進めたが、同年3月、段祺瑞は軍功をあげていない安徽派の張を湖南督軍に任命したため、曹は段への不満を抱くことになる。

### 安直戦争、第一次奉直戦争
1919年（民国8年）5月に五四運動が発生すると、段祺瑞ら安徽派に対する反感から、曹錕部下の呉佩孚が運動支持の姿勢を示す。同年12月、馮国璋が死去したため、曹がこれを継承して直隷派のトップとなった。曹は安徽派に対抗するため、張作霖ら奉天派との連携を強化し、1920年（民国9年）4月になると、保定で八省代表会議を開催した。その翌月には、呉が湖南から撤兵して北上、安徽派への圧力を更に強める。こうして7月14日に安徽派と直隷派の全面衝突が勃発した（安直戦争）。曹率いる直隷派は元々軍事力で優位であり、しかも奉天派と連合していたため、僅か4日で安徽派を撃破してしまう。こうして直隷派・奉天派連合が北京政府を牛耳ることになり、同年9月、曹は直魯豫巡閲使に就任した。
曹錕と張作霖は互いに姻戚関係があり、対立を回避しようとする傾向があった。しかし呉佩孚らは張の台頭に反感を抱き、また直隷派の背後には英米、奉天派の背後には日本が付いていたこともあって、両派の関係は次第に悪化していく。1921年（民国10年）12月、張の後押しで梁士詒が国務総理に就任すると、呉はこれに激怒し、梁を「売国奴」と非難した。両派の決裂は不可避となり、ついに翌1922年（民国11年）4月、第一次奉直戦争が勃発した。この時は精兵を抱えていた直隷派が勝利し、張を山海関の外へと駆逐している。
第1次奉直戦争の勝利で政治基盤を強化した曹錕は、同年6月、安徽派・奉天派に寄っていると見られた大総統徐世昌を辞任に追い込み、黎元洪を後任として擁立した。黎は直隷派の傀儡でしかなく、これにより直隷派の全盛期が現出した。勢いに乗った曹は、自身で大総統に就任しようと画策し、国務総理高凌霨や衆議院議長呉景濂、呉毓麟ら政客と結んで黎を辞任に追い込むための政治工作を開始する。
しかし呉佩孚は、黎元洪をそのまま擁立しつつ直隷派支配の中国全土への拡大を優先させるべきとの考えであり、大総統就任に拘る曹錕に不快感を抱き始めた。その結果、直隷派は曹の「保定派」と呉の「洛陽派」に内部分裂する動きが生じた。ただしこの保洛対立は、呉の自制のおかげで完全な決裂・衝突にまでは至らずに終わる。1923年（民国12年）6月、曹は黎の公邸を包囲するなど露骨な軍事的圧力をかけ、ついに黎を辞任させた。

### 賄選総統からの失墜
黎元洪を追い落とした曹錕は、大総統就任を急ぐようになる。まず米国の支持を得るために米国駐華公使への工作をおこない、同年6月には大統領ウォレン・G・ハーディングから中国統一支持声明を引き出すにいたった。更に高凌霨や呉景濂らを通して大々的に議員の買収と脅迫を行った。こうして10月5日の大総統選挙で曹が当選し、10月10日、曹は北京政府の大総統に就任、新たな中華民国憲法を公布した。しかしその腐敗した過程により、曹自身は「賄選総統」、憲法は「賄選憲法」などと称されてしまう。世論は完全に直隷派から離れてしまい、更に直隷派内部からも馮玉祥らが不穏な動きを見せるようになった。
第1次奉直戦争に敗北した張作霖率いる奉天派は、報復のため軍の近代化を積極的に推進していた。そして1924年（民国13年）10月、奉天派が軍事行動を開始し、第2次奉直戦争が勃発した。曹錕は呉佩孚を河南から呼び戻し、山海関でこれを迎撃させる。ところが10月23日、第3軍総司令馮玉祥が突然兵変を発動し、曹を逮捕、北京を制圧してしまった（北京政変）。11月2日、曹は正式に大総統を辞任、奉天派と馮に挟撃される形となった呉も南方へ逃走している。
1926年（民国15年）4月、当時北京を掌握していた国民軍指揮官の鹿鍾麟は、張作霖と結んで反抗しようとした臨時執政段祺瑞を急襲、下野に追い込んだ。その際に鹿は、軟禁されていた曹錕を釈放している。曹は開封へ逃れ呉佩孚の庇護を受けたが、もはや軍事・政治の前線に出て活動しようとはしなかった。国民革命軍の北伐後は天津のイギリス租界に逃れ、長期にわたり寓居した。日本側から傀儡政権への参加を求められたこともあったが、曹は応じていない。1938年（民国27年）5月17日、同地にて肺炎のため病没。享年77（満75歳）。

## 注
1. ↑  張（1978）、172頁。
2. ↑  張（1978）、172-173頁。
3. 1 2  張（1978）、173頁。
4. ↑  江蘇督軍の李純、湖北督軍の王占元、江西督軍の陳光遠。
5. ↑  張（1978）、173-174頁。
6. ↑  この時、曹錕は副総統の地位を提示されたという。
7. ↑  張（1978）、174-175頁。
8. ↑  直隷省・江蘇省・江西省・湖北省・河南省・奉天省・吉林省・黒竜江省。
9. ↑  張（1978）、175-176頁。
10. ↑  張（1978）、176頁。
11. ↑  さらに保定派からは、曹錕の弟・曹鋭の天津派も分裂していった。
12. ↑  張（1978）、176-177頁。
13. ↑  ハーディングは同年8月に急死。
14. ↑  この時、曹の大総統選出に協力した議員たちは「猪仔（豚の子）」と呼ばれ侮蔑された。
15. ↑  張（1978）、177頁。
16. ↑  張（1978）、177-178頁。
17. ↑  この当時、馮玉祥は郭松齢事件や「赤化」（共産党との連合）を批判されて下野に追い込まれていた。そのため馮玉祥配下の鹿鍾麟や張之江らが馮不在の国民軍を統率していた。
18. ↑  張（1978）、178頁。